# Con Rồng cháu Tiên (phim)
Con Rồng cháu Tiên là phim hoạt hình ngắn lịch sử Việt Nam được sản xuất và sáng tạo bởi Hãng Phim Trẻ, Redder Advertising, RedCat Motion, Freaky Motion, Digipost, cùng Novel Production, và được cố vấn nội dung bởi nhà sử học Dương Trung Quốc. Bộ phim được lấy cảm hứng từ truyền thuyết Con Rồng cháu Tiên. Phim kể về nước Việt thuở sơ khai với nước non đầy thú dữ, yêu tinh rình rập con người. Âu Cơ và Lạc Long Quân tình cờ gặp nhau trong tình cảnh đó và kết duyên, sinh ra bọc trứng trăm con và phải tìm cách đối phó với những con yêu tinh gây hại dân làng cũng như bọc trứng.

## Nội dung
Mở đầu phim là hình ảnh một cậu bé giữa đêm giông bão đang bị một con ngư tinh đuổi theo trên biển. Thấy vậy, Lạc Tiên đã ra sức đánh đuổi ngư tinh nhưng không may đã bị nó đánh trúng bị thương. Một con Rồng xuất hiện tiêu diệt được yêu quái và giải nguy. Sau đó cả hai làm quen với nhau: Lạc Tiên tên là Âu Cơ - đại diện cho sự sống muôn loài, Rồng Thần là Lạc Long Quân - cai quản bầu trời và biển cả. Nhiều lần yêu quái gây hại dân làng cả hai dốc sức tiêu diệt. Rồi không bao lâu sau, cả hai kết duyên và sinh ra một bọc trứng. Hồ Tinh xúi giục muông thú chiếm đoạt bọc trứng nhưng không thành công thế nên đã đến chỗ Mộc Tinh gây kích động gây chiến. Mộc Tinh đùng đùng tiến vào làng, Âu Cơ và Lạc Long Quân ra sức chống trả. Biết đánh không lại nên Mộc Tinh đã hút linh khí các con vật để tăng sức mạnh. Trong lúc, Âu Cơ và Lạc Long Quân trong tình thế ngàn cân treo sợi tóc thì từ bọc trứng phát ra một luồng sáng diệt trừ được yêu tinh. Sau đó, bọc trứng nở ra trăm con và khi chúng trưởng thành thì Lạc Long Quân mới nói với vợ là Âu cơ rằng ta thấy chúng ta nên chia 50 người con lên núi , 50 người con xuống biển để chia nhau ra đi xây dựng và bảo vệ đất nước.

## Diễn viên lồng tiếng
- Thanh Danh... lồng tiếng Lạc Long Quân, Mộc Tinh
- Trúc Anh... lồng tiếng Âu Cơ
- Phương Thảo... lồng tiếng Hồ Tinh
- Trọng Phúc... lồng tiếng Dân làng

## Nhạc phim
Ca khúc chủ đề phim là "Cùng nhau ta thắp sáng" do nhạc sĩ Thanh Bùi sáng tác, Khánh Linh viết lời, ca sĩ Bích Ngọc trình bày.

## Phát hành
Phim được ra mắt từ ngày 4 tháng 11 năm 2017 trên YouTube, Zing TV và nhận nhiều phản hồi tích cực từ khán giả.